# 珠芽落地生根

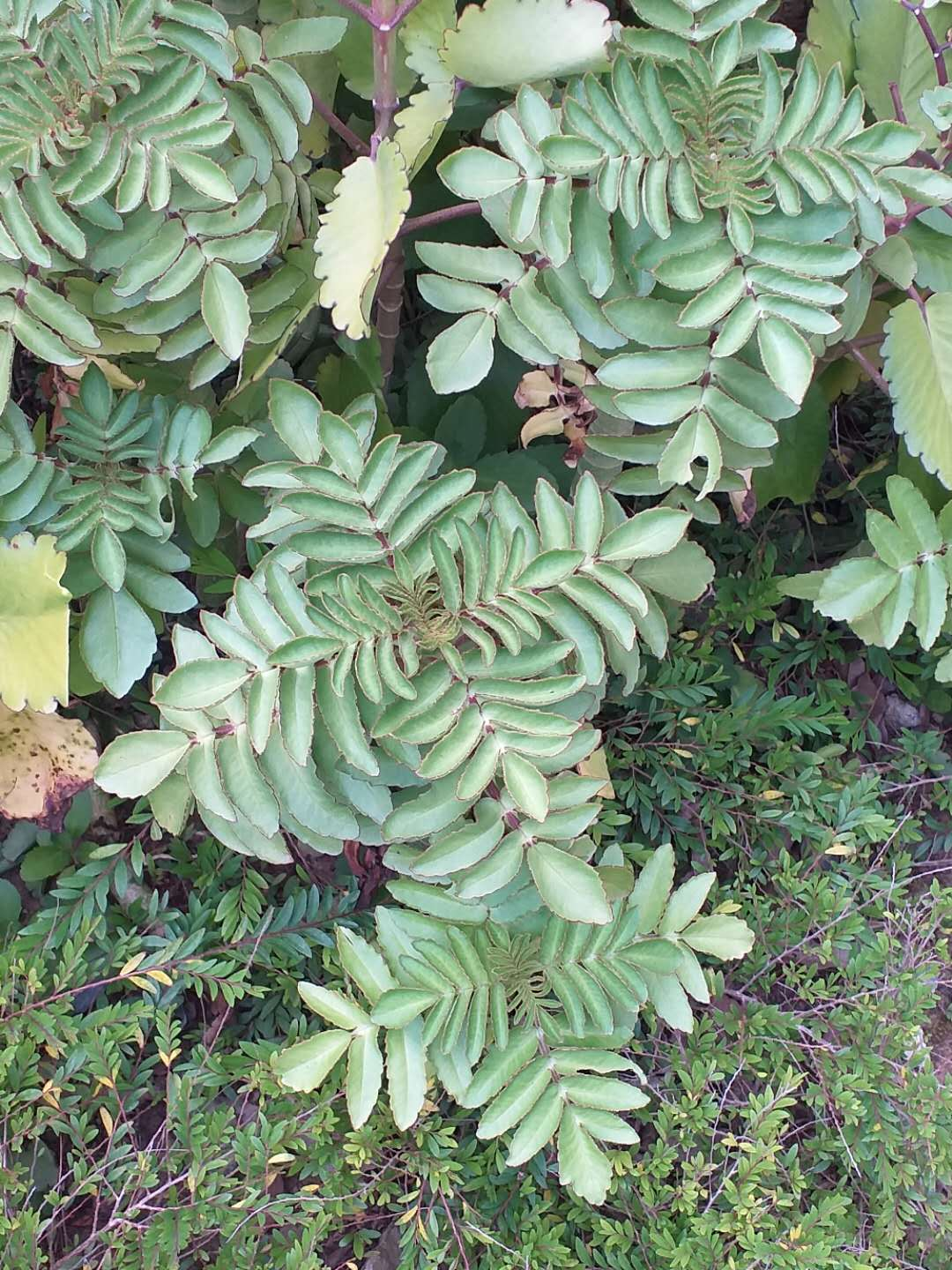
2018年台中花博

珠芽落地生根是景天科伽蓝菜属植物，原产马达加斯加。商品名五节之舞、四方蜻蜓。种加词意思是可通过珠芽或不定芽繁殖的，指本种不仅和其它落地生根类植物一样能在叶缘长出不定芽，而且在花序上也会长出珠芽，有时甚至所有花芽都被珠芽替代。